# Aartsengel Michaëlkerk (Troparevo)
De Aartsengel Michaëlkerk in Troparevo (Russisch: Храм Архангела Михаила в Тропарёве) is een Russisch-orthodoxe Kerk in het voormalige dorp Troparevo dat sinds de jaren 60 behoort tot het district Troparevo-Nikulino (Russisch: Тропарёво-Никулино) van het Westelijk Administratieve Okroeg in Moskou. Tegenwoordig wordt de kerk omsloten door de drukte van een wereldstad. Beelden van de kerk waren te zien in de Sovjet-Russische film Ironie van het lot (1975) en de Italiaanse film I girasoli 1970).

## Geschiedenis
De naam Troparevo is afgeleid van de bojaar Ivan Mikailovitsj Troparion. Diens afstammelingen droegen het dorp over aan het Novodevitsji-klooster. Het klooster liet de kerk in de jaren 1694-1701 bouwen ter vervanging van een kerk uit 1669. De kerk kreeg een prachtige barokke iconostase. Tijdens de aftocht van Napoleons troepen in 1812 leed de kerk schade. In 1823 werd de kerk gerenoveerd. De kerk wordt geroemd wegens de goed geslaagde combinatie van rijke barok met landelijke eenvoud.

## Sovjet-periode
Na de revolutie ontsnapte de kerk niet aan het lot van de meeste Russische kloosters en kerken. In 1936 werd het interieur van de kerk volledig verwoest.
In 1939 werd de kerk gesloten voor de eredienst en werden de klokken uit de klokkentoren gegooid. De kerk werd af en toe gebruikt, soms als graanschuur, dan weer als studio. De tijdelijke gebruikers van de kerk maalden niet om het onderhoud en langzaam verviel de kerk en stortten delen in. In 1980 werd de kerk geleidelijk aan de buitenkant gerestaureerd.

## Heropening
In het kader van de viering van 1000-jarig christendom in Rusland werd de Kerk van de Aartsengel Michaël samen met het Danilovklooster als een van de eerste parochiekerken in Moskou per decreet overgedragen aan het Patriarchaat van Moskou. De inwijding van de kerk vond plaats op 23 februari 1989 op de feestdag van de orthodoxe heilige Charalampus. De kerk kreeg een patriarchale status en er werden diverse gebouwen bij de kerk gebouwd, zoals een huis voor de geestelijkheid, een bibliotheek, een zondagsschool en een winkel. In de late jaren 1990 werden de in de Sovjet-periode gesloopte poorten en het stenen hek herbouwd.

## Afbeeldingen

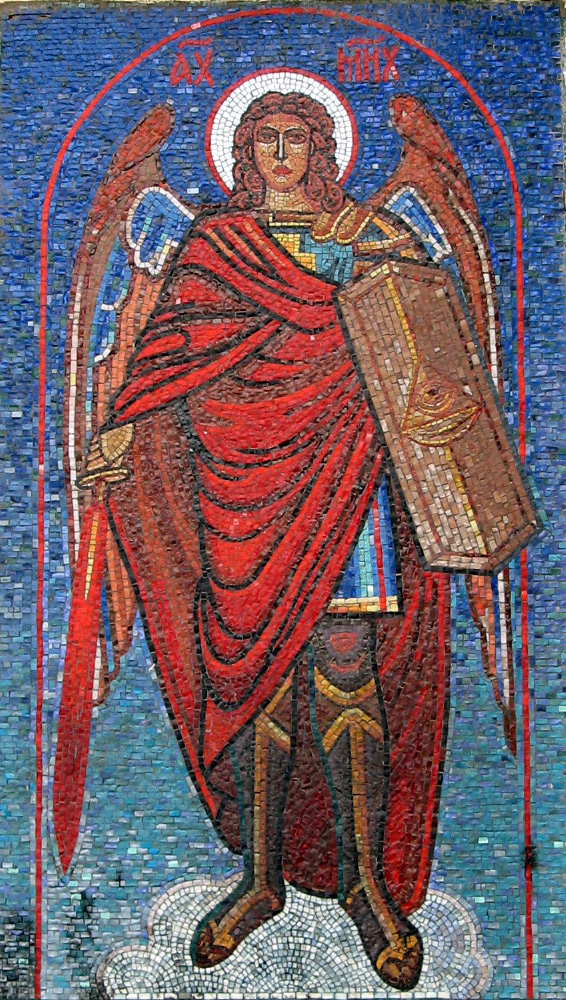
Mozaïek van de Aartsengel Michaël
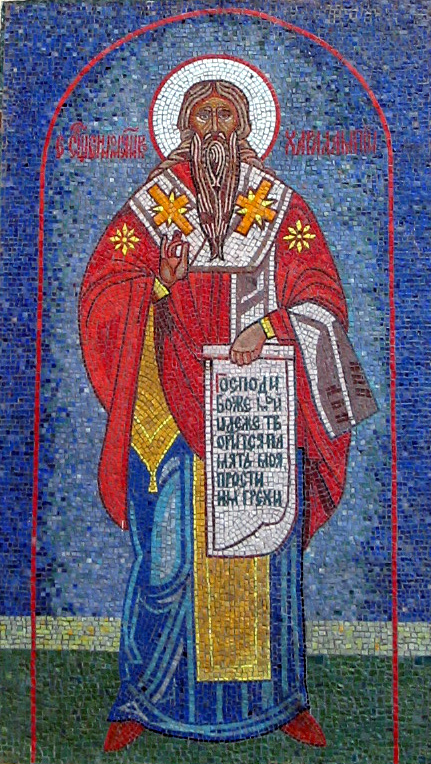
Mozaïek van de Heilige Harlampi